# Ritterkapelle Haßfurt

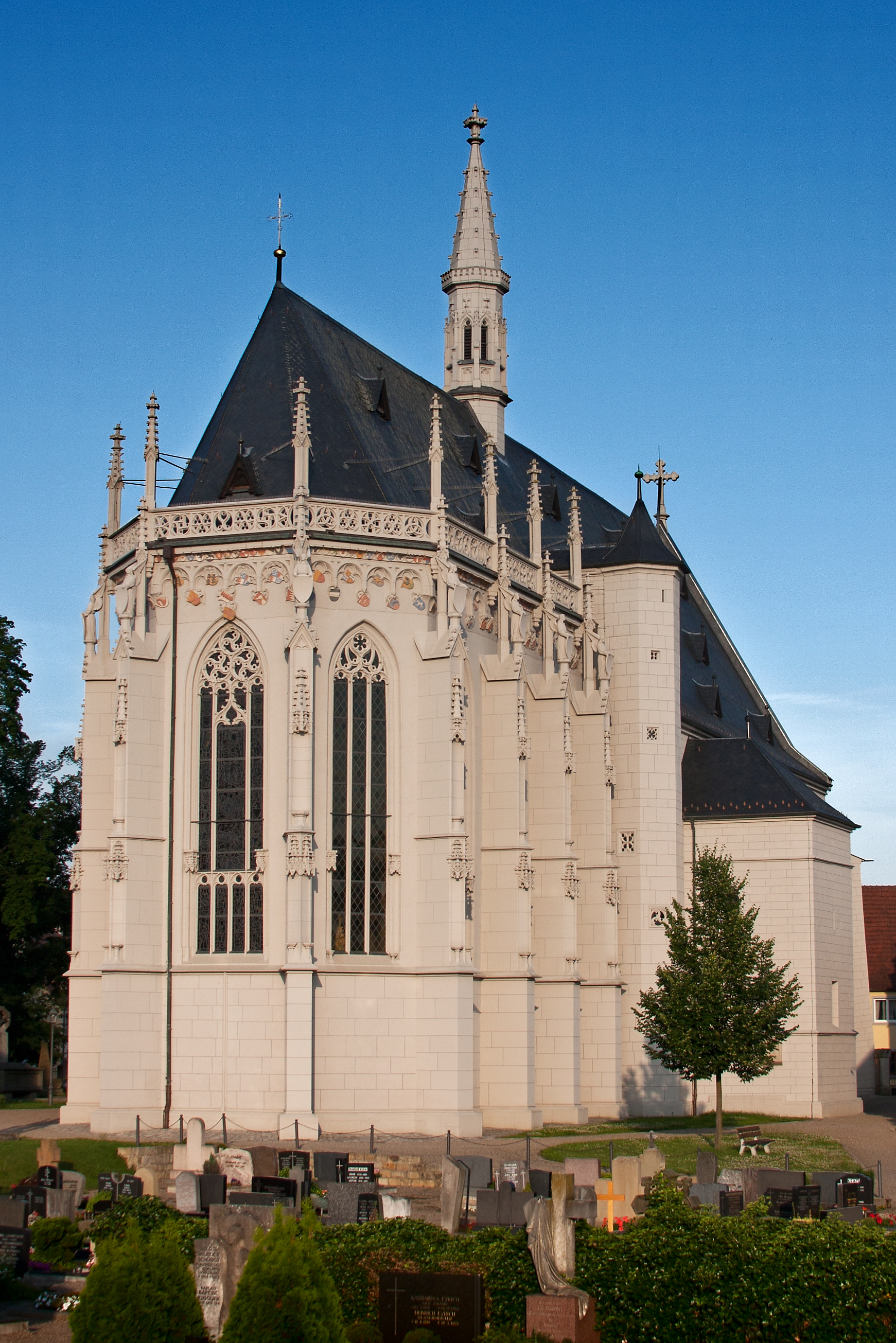
Ostansicht der Ritterkapelle Haßfurt mit Chor und Wappenfries

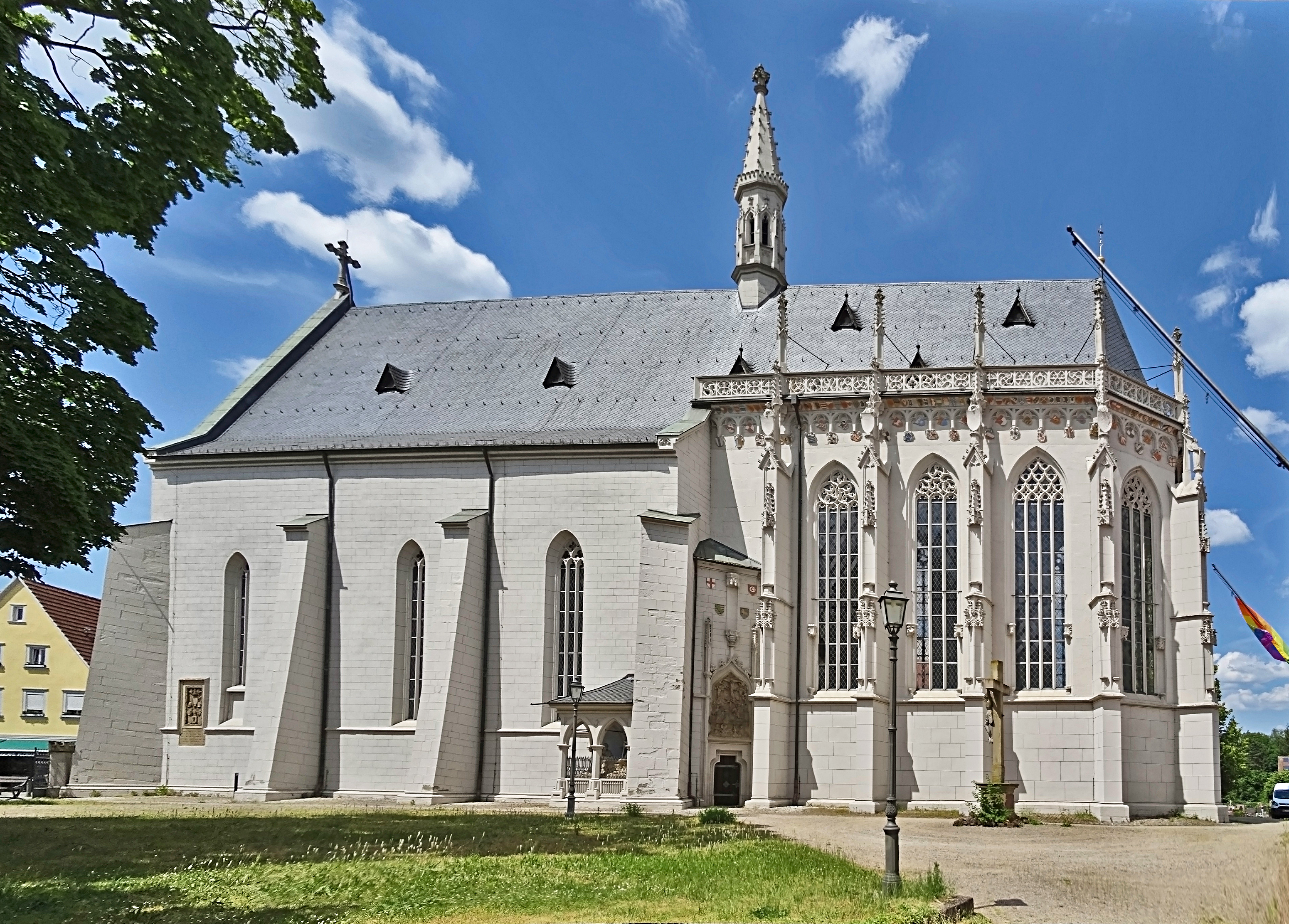
Südansicht

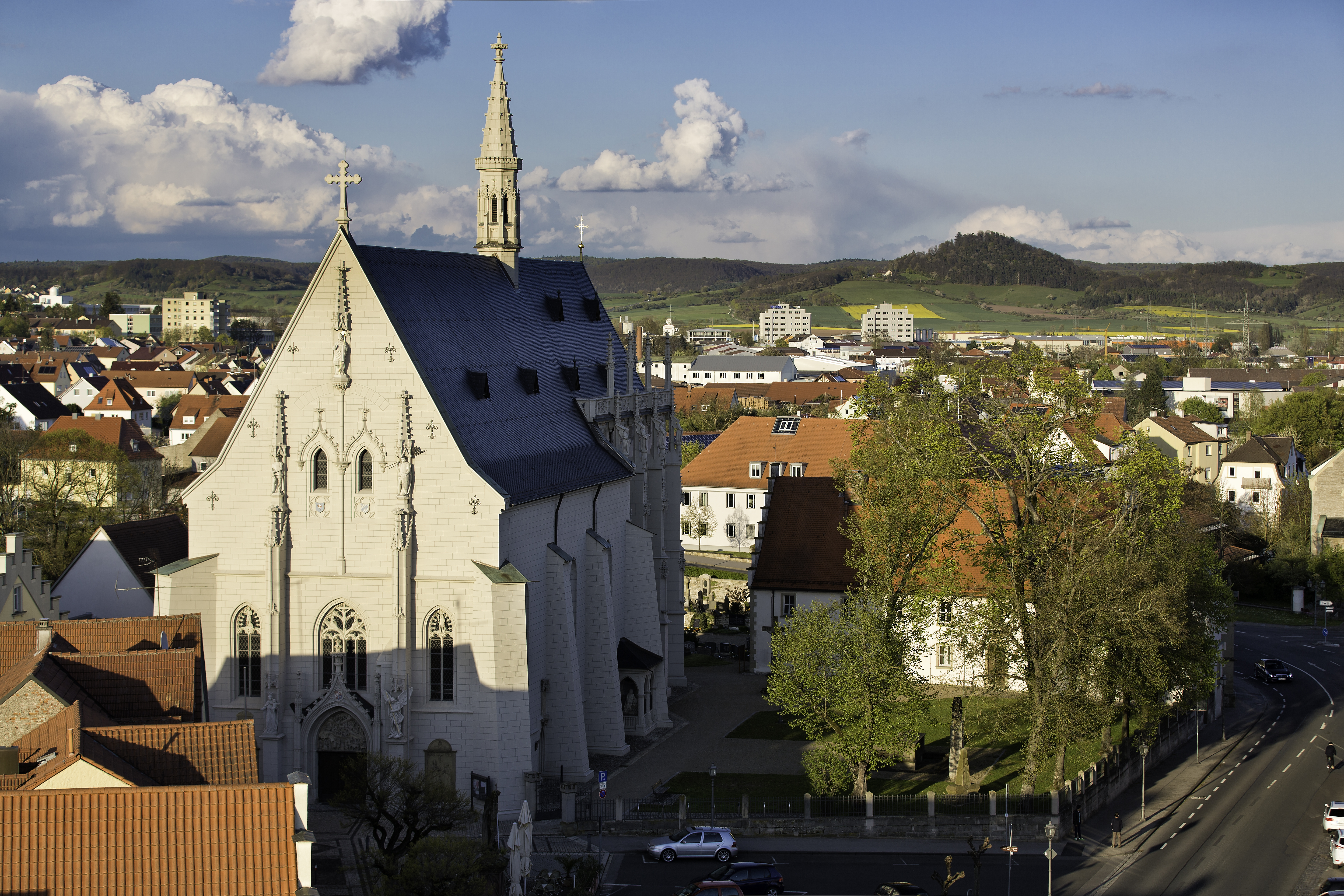
Westansicht der Ritterkapelle Haßfurt, aufgenommen vom Oberen Turm (Bamberger Tor)

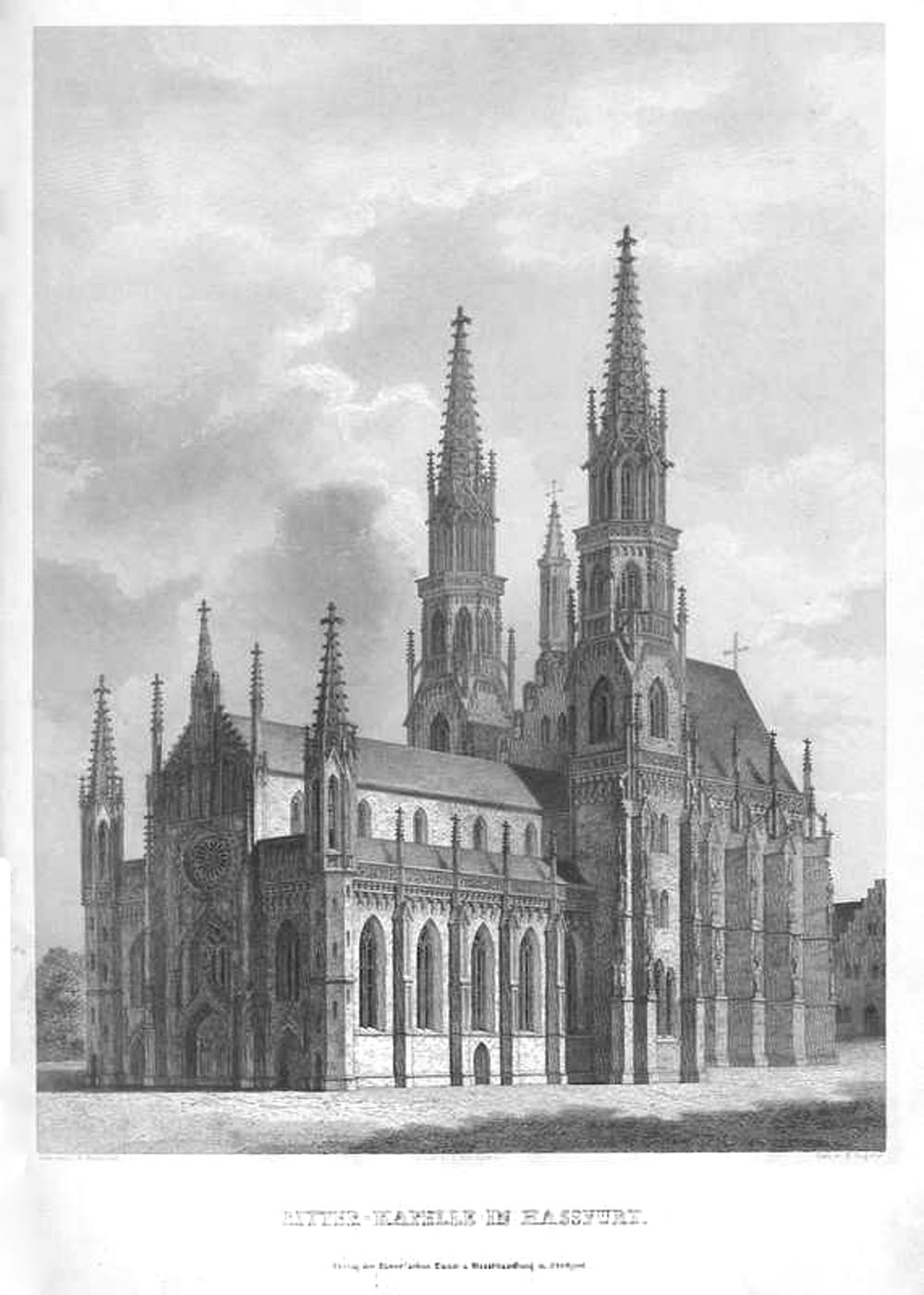
Heideloffs Ausbauprojekt

Die Ritterkapelle Haßfurt (eigentlich Marienkapelle) gilt als eines der wichtigsten spätgotischen Bauwerke in Unterfranken. Der Chor des Sakralbaues ist von einem dreifachen Wappenfries mit insgesamt 248 mittelalterlichen heraldischen Schilden umzogen. Der im 19. Jahrhundert begonnene neugotische Umbau wurde nur teilweise vollendet. Die Kirche liegt außerhalb der alten Stadtmauern in der östlichen Vorstadt und ist von einem Friedhof umgeben.
Die Ritterkapelle ist ein römisch-katholisches Gotteshaus und die älteste Wallfahrtskirche im Bistum Würzburg.

## Geschichte
Die Kapelle diente ursprünglich als Pfarrkirche der Stadt. Als man Mitte des 14. Jahrhunderts eine neue Hauptkirche am Marktplatz errichtete, wurde die Marienkapelle noch als Taufkirche und Wallfahrtsort weiterbenutzt. Es handelte sich dabei um einen Vorgängerbau des heutigen Gotteshauses.
Um 1390 legte man den Grundstein des spätgotischen Chores, das Langhaus wurde 1431 unter dem Würzburger Fürstbischof Johann II. von Brunn begonnen (Bauinschrift auf einer Tafel an der Südseite). Die Einwölbung des Chorbaues erfolgte nach 1438, der fertige Bau konnte allerdings erst 1465 geweiht werden.
Die Annahme der Grundsteinlegung um 1390 beruht auf einer sehr vagen Quelle Carl Alexander Heideloffs aus dem Jahre 1783, die auf der Aussage eines Pfarrers Bucher gründet. Die Tatsache, dass beinahe zeitgleich die örtliche Pfarrkirche entstand (nachgewiesener Baubeginn ebenfalls 1390) lässt einen späteren Baubeginn vermuten, was anhand dendrochronologischer Untersuchungen am Chordach und anhand der Wappen des Chorgewölbes nachvollzogen werden kann. So wurde das Chordach dendrochronologisch auf die Jahre 1454/1455 datiert. Der Bau des Langhauses konnte nach dendrochronologischer Analyse in den Jahren 1433/1434 zu einem Abschluss gebracht werden.
Diese Tatsache zeigt den interessanten Aspekt, dass entgegen der landläufigen Meinung das Langhaus vor dem Chor entstand.
Im Jahr 1406 wurde in Haßfurt eine Priesterbruderschaft gegründet, der zahlreiche Angehörige des umliegenden Adels beitraten. Diese Bruderschaft hat sicherlich den Bau durch manche Spende gefördert, urkundliche Belege hierfür fehlen aber. Jedoch deutet der einmalige, dreifache Wappenfries am Choraußenbau auf einen beträchtlichen Einfluss des Adels auf den Bauablauf und die Ausstattung. In Haßfurt fanden viele Rittertage, Feste und Adelsprozessionen statt. Die nahen Haßberge waren die Heimat vieler, teilweise sehr wohlhabender Adelssippen.
Die Kirche war der erste Marienwallfahrtsort des Bistums Würzburg. Besonders aus dem 16. Jahrhundert sind zahlreiche Wunder überliefert. Die ehemals zahlreichen Votivgaben hat man aber später aus der Kirche entfernt. Das ursprüngliche Gnadenbild (um 1400) wurde gegen 1600 durch ein neues ersetzt. Die beiden Gnadenbilder wurden bei der Renovierung 2006 bis 2010 in einer Mariensäule auf der Altarinsel eingefügt. Die Wallfahrt ist im 18. Jahrhundert erloschen.
Der Würzburger Fürstbischof Julius Echter von Mespelbrunn ließ 1603/05 das Langhaus erhöhen und einwölben. Echter bevorzugte mittelalterliche Bauformen, es entstand ein eigener, nachgotischer Stil, die „Echtergotik“.
1853 wurde ein Verein zu Restaurierung der Ritterkapelle gegründet. 1856 begann Carl Alexander Heideloff mit der Wiederherstellung des Chores. Der geplante Ausbau des Langhauses zur dreischiffigen Halle und die Errichtung zweier prächtiger Chorseitentürme stießen jedoch auf heftigen Widerstand und wurden letztlich durch den Tod des Architekten im Jahr 1865 verhindert.

## Beschreibung
Die Kapelle besteht aus dem einschiffigen, nachgotisch gewölbten Langhaus und dem hohen, spätgotischen Chor. Das Äußere der Kirche wird seit der Restaurierung durch Heideloff von der Neugotik geprägt. Der Chor wurde durch kurze, schräg gestellte Wände mit dem breiteren Langhaus verbunden. Im Norden ist noch der Stumpf eines geplanten Turmes an das Langhaus angebaut, dahinter ermöglicht ein kleiner Treppenturm den Zugang zum Dachgeschoss.
Die Kirche ist vom Friedhof umgeben, das Grabmal des Baumeisters Carl Alexander von Heideloff ist hinter dem Chorbau zu finden.
Neben dem Chor liegt die spätgotische Spitalkapelle, deren Langhaus im 16. Jahrhundert abgebrochen wurde. Die ehemalige, doppelgeschossige Friedhofskapelle liegt in der Nähe des unvollendeten Turms an der Nordseite der Kirche.
Westfassade 

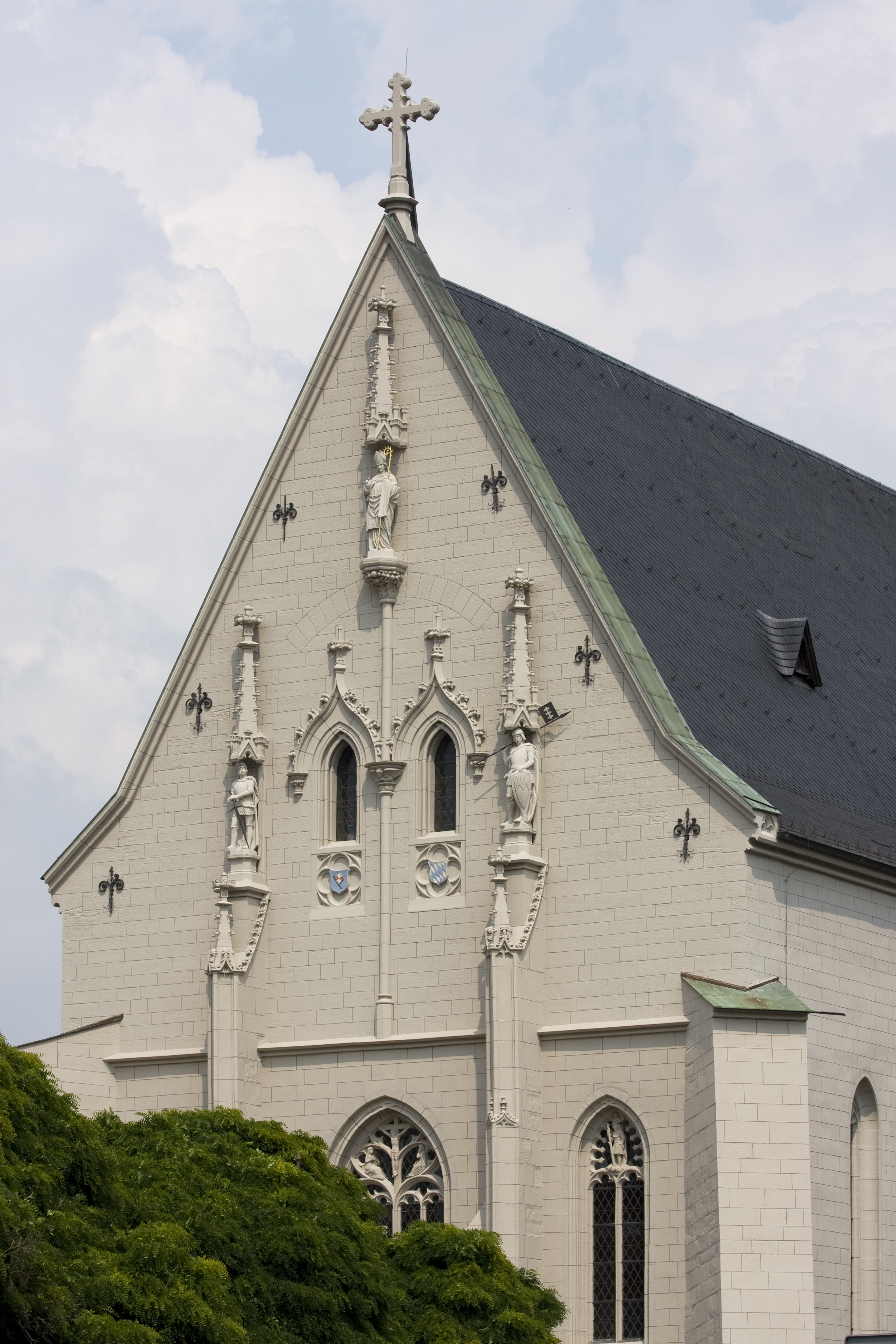
Westfassade der Ritterkapelle

Auch die Westfassade ist stark von der Neugotik überformt. Erhalten hat sich das spätgotische Tympanon des Hauptportals mit der vielfigurigen Darstellung des Zuges der Heiligen Drei Könige. Bemerkenswert sind noch zwei beschädigte Epitaphien aus der Mitte des 16. Jahrhunderts. Die Ritter knien jeweils mit ihren Gattinnen vor dem Kreuz.
Langhaus

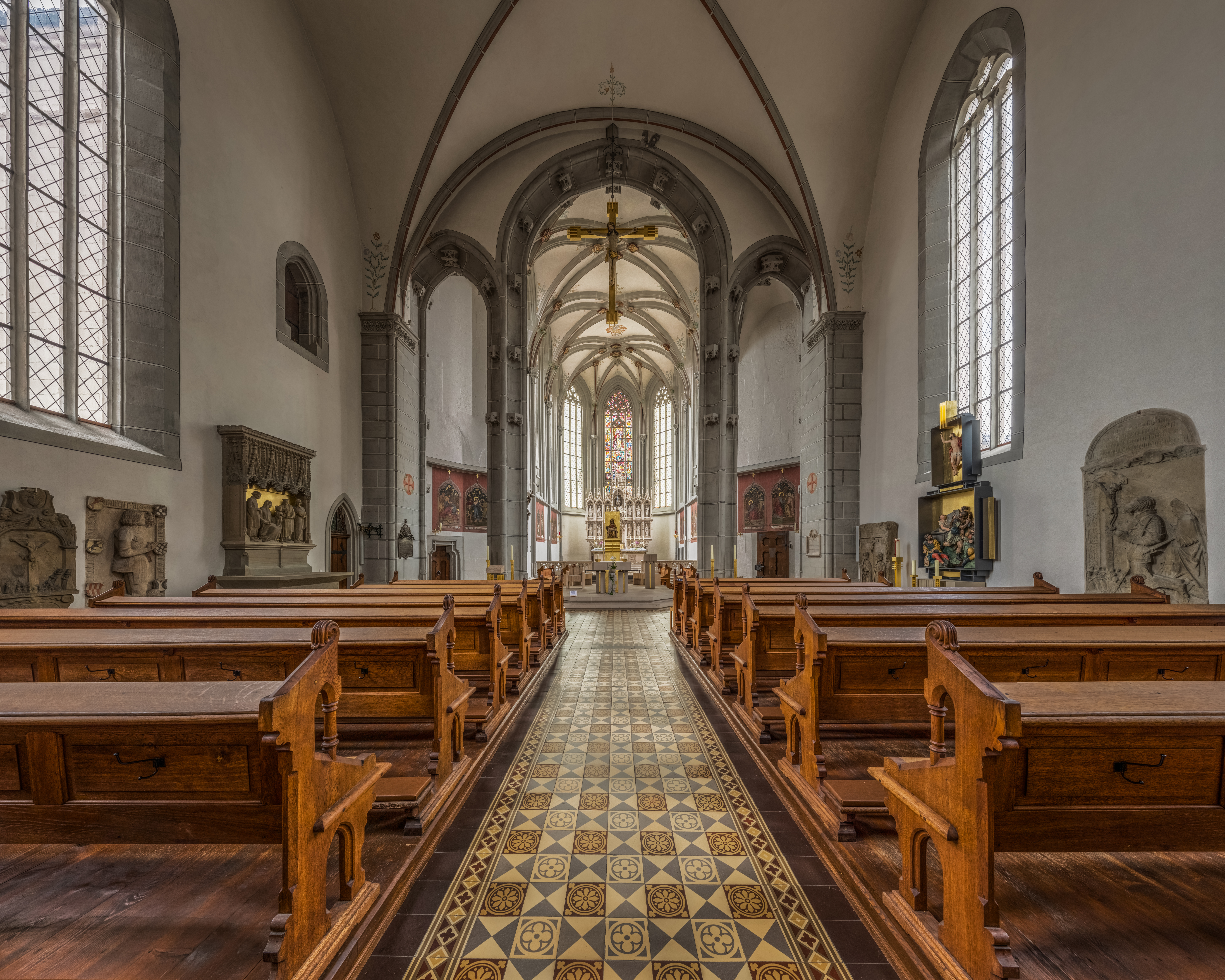
Das Langhaus

Auffällig ist der Gegensatz zwischen dem reich gegliederten Chorbau und dem schlichten, künstlerisch eher anspruchslosen Langhaus. Der nüchterne Innenraum war dem einfachen Volk und den Bürgern vorbehalten, weshalb auch das Gnadenbild hier ausgestellt wurde. Der edle Chorbau gehörte offenbar ganz dem Adel, der sich ja durch die insgesamt 276 Wappenschilde ein „ewiges“ Denkmal gesetzt hatte.
Die Kapelle besitzt vier Eingänge, neben dem Tympanonrelief des Hauptportals ist vor allem das hintere Portal der Südseite bemerkenswert. Hier schildert das Relief die Kreuzigung Christi, darunter ließ sich das Stifterpaar verewigen.
Der Gewölbeschub wird außen durch ungegliederte Strebepfeiler abgeleitet, die an der Westwand über Eck gestellt sind und wahrscheinlich ältere, gotische Streben überdecken.
Chor

Der Chor

Hochaltar im Chor

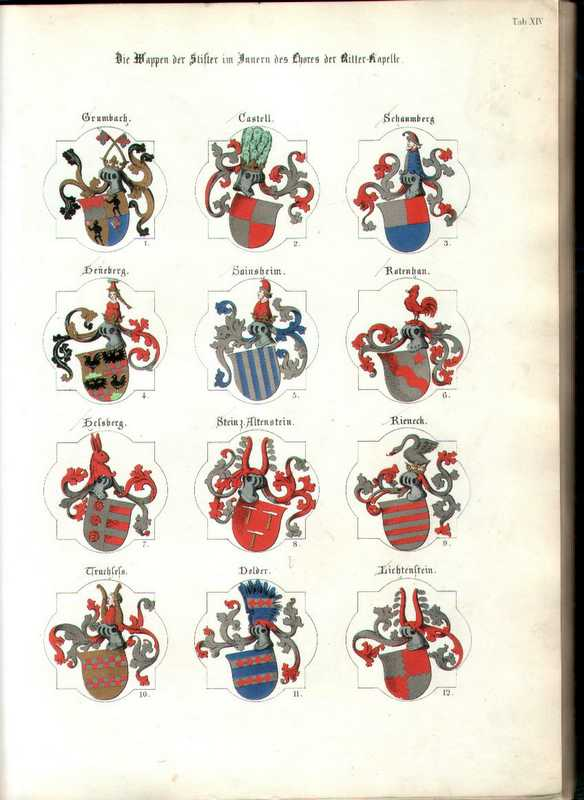
Einige Stifterwappen im Chor

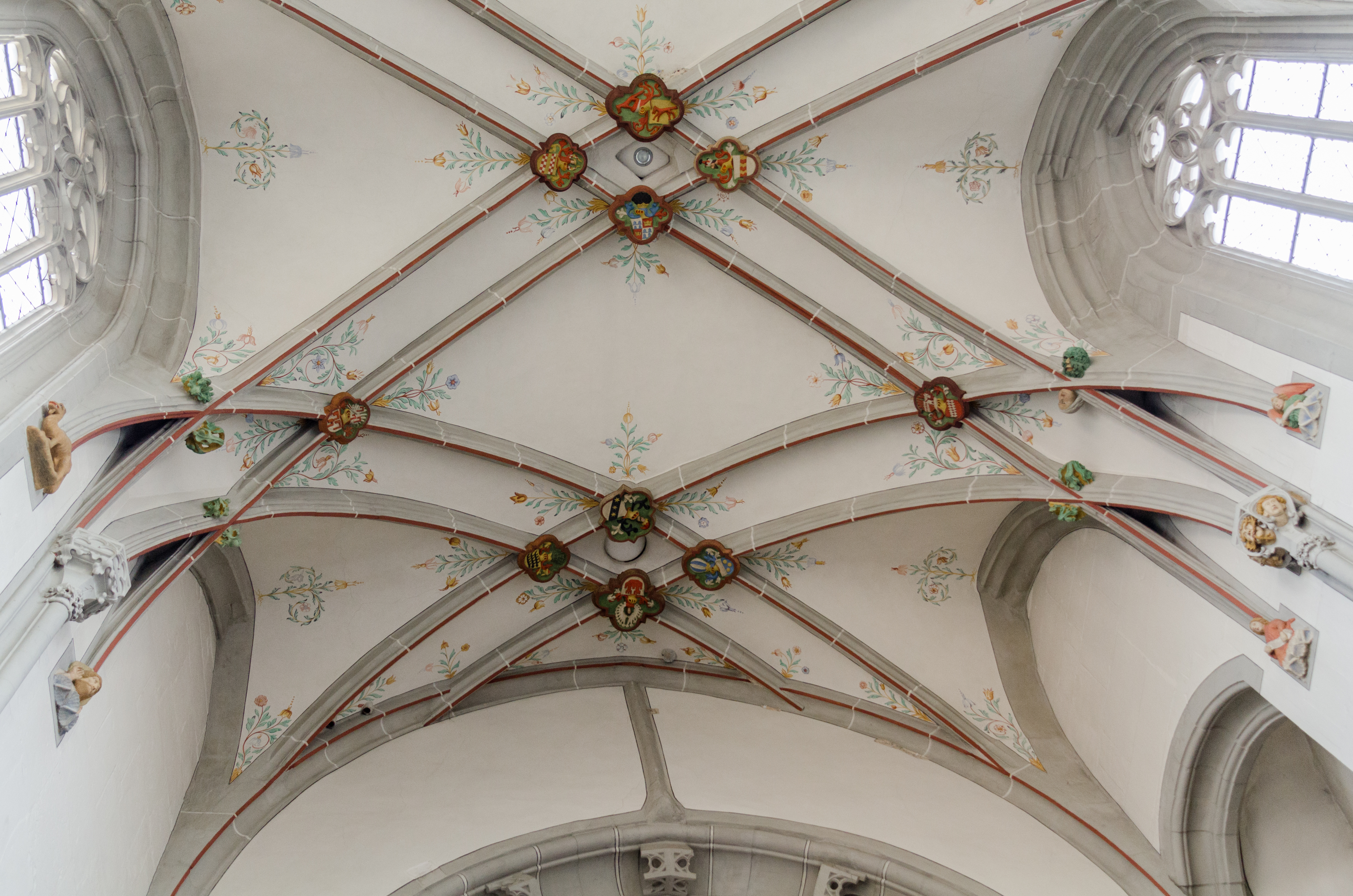
Chor um 1455 mit Figuralkapitell (Blattmaske)

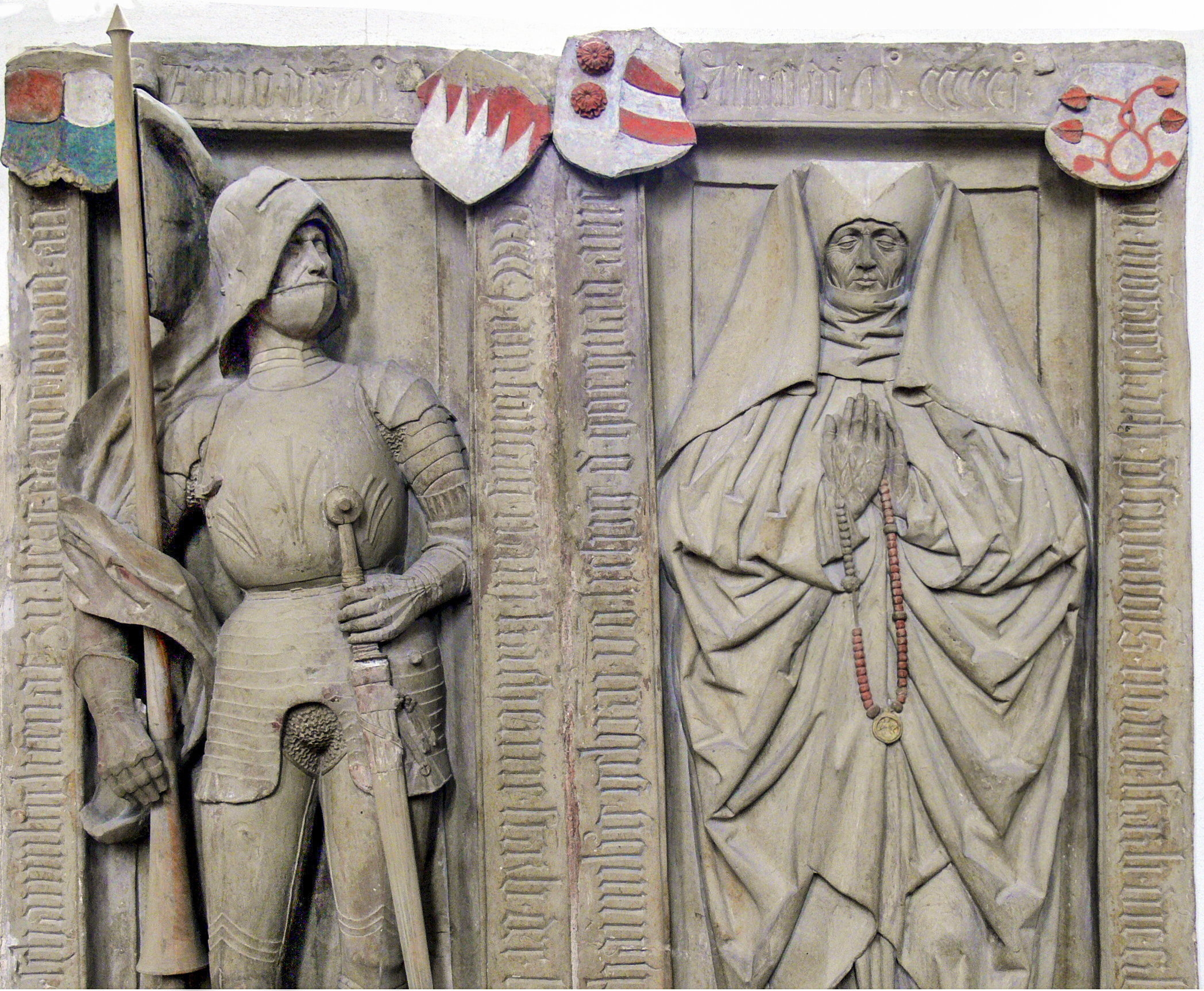
Epitaph für Hans und Brigitta von Schaumberg

Der Entwurf des Chores dürfte auf Hans von Schaffhausen zurückgehen, dessen Steinmetzzeichen sich an der Kapelle und den Türmen der Pfarrkirche finden. Der ursprüngliche Zustand vor der neugotischen Ergänzung ist durch eine zeichnerische Aufnahme von Georg Lösti im Inventarband gut dokumentiert. Der dreijochige, dreiseitig geschlossene Bau wird außen durch zehn schlanke Strebepfeiler gegliedert. Über den maßwerkgeschmückten Spitzbogenfenstern zieht sich der dreifache Wappenfries um den Chor. Die Strebepfeiler sind reich durch übereinander liegende, fialenbekrönte Skulpturennischen verziert.
Heideloff ergänzte diesen historischen Bestand durch die Maßwerkgalerie über dem Wappenfries. Über den Strebepfeilern halten stehende Engelsfiguren zusätzliche (leere)Wappenschilde, die Dachfläche wird von hohen Fialen umstanden. Um 1890 ersetzte man das barocke Glockentürmchen durch den heutigen, spitzbehelmten Dachreiter.
Der Wappenfries zeigt noch insgesamt 248 heraldische Schilde, hauptsächlich fränkischer und schwäbischer Geschlechter. Eine lange Reihe kleinerer Schilde liegt über Blendmaßwerk, das aus Dreipässen gebildet wird. Der Maßwerkfries wird unten durch, teilweise groteske Konsolfiguren abgeschlossen, die weitere Wappen halten. Die Westseite dieses einmaligen heraldischen „Bilderbuches“ wird heute durch das Langhausdach verdeckt.
Innenraum
Das einschiffige Langhaus wird durch einen ungewöhnlichen, dreiteiligen Chorbogen vom Altarraum abgetrennt. Die einfachen Kreuzgewölbe des Gemeinderaumes entstanden unter Julius Echter (1603/05). Der etwa 17 m hohe Chor weist hingegen spätgotische Gewölbe auf, bemerkenswert ist hier die Verdoppelung der Rippen (Parallelrippen). Die Gewölbe ruhen auf grotesken Konsolen, es finden sich Drachen und Affen, auch eine Frauenbüste. Die 25 Schlusssteine tragen reiche heraldische Zier, das reiche Maßwerk der schlanken Chorfenster ist weitgehend erneuert.
Im Westen wird das Langhaus durch eine dreijochige, unterwölbte spätgotische Orgelempore abgeschlossen, vor der eine schmale Vorhalle angelegt wurde. Das Gewölbe des winzigen Raumes trägt die überlebensgroße Skulptur eines nahezu nackten Mannes, der die vier Tugenden Mäßigkeit, Gerechtigkeit, Klugheit und Stärke symbolisieren soll.

## Ausstattung
Die Kapelle wurde im Zuge der Restaurierung im 19. Jahrhundert „stilgerecht“ neugotisch ausgestattet. Erhalten hat sich heute noch der Hochaltar von 1878/82 (Josef Metzger, nach Entwürfen Heideloffs).
An den Seitenwänden haben sich 14 Grabmäler und Epitaphien des 15. bis 18. Jahrhunderts erhalten. Die bedeutendsten liegen nebeneinander an der südlichen Langhauswand. 1501 starben der Ritter Hans von Schaumburg und seine Frau Brigitta, eine geborene von Hessberg. Die Verstorbenen sind lebensgroß dargestellt, der Ritter in voller Rüstung mit Lanze und Schwert, den Kopf schützt eine Schaller mit Bart. Der Grabstein der Margaretha von Stein (gest. 1531) wird Tilman Riemenschneiders auch als Jörg bekanntem Sohn Georg Riemenschneider zugeschrieben.

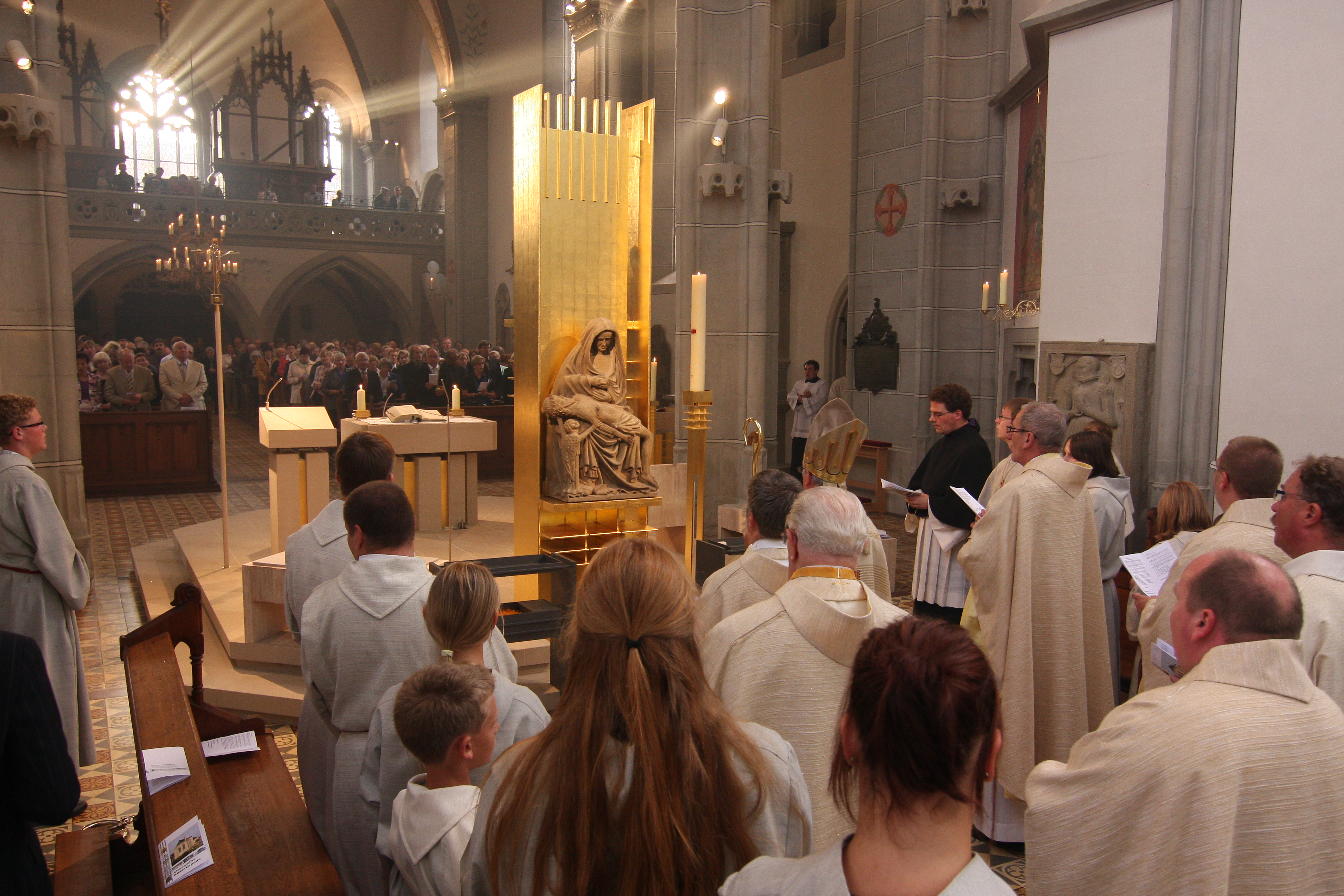
Mariensäule mit schmerzvoller Pietà bei der Altarweihe 2010

Im Zuge der Renovierung von 2006 bis 2010 wurde eine zweistufige Altarinsel mit dem Zelebrationsaltar unter dem dreiteiligen Chorbogen eingebracht. Auf dieser befindet sich eine vergoldete Mariensäule, die auf der dem Langhaus zugewandten Seite die hölzerne (um 1500) und auf der Rückseite die steinerne Pietà (um 1400) enthält.
Der Zelebrationsaltar wurde am 12. September 2010 von Friedhelm Hofmann, dem Würzburger Bischof geweiht. Das Mittelfenster des Langchores ist eine Stiftung von 1948. Der spätgotische Dreikönigsaltar an der Nordwand des Langhauses kam erst 1960 aus der Pfarrkirche in die Kapelle. Die Skulpturen sind eine moderne Ergänzung von Fried Heuler. An der Südwand wurde ein restauriertes Altarrelief der Renaissancezeit in einem modernen Altargehäuse eingebracht.

## Orgel

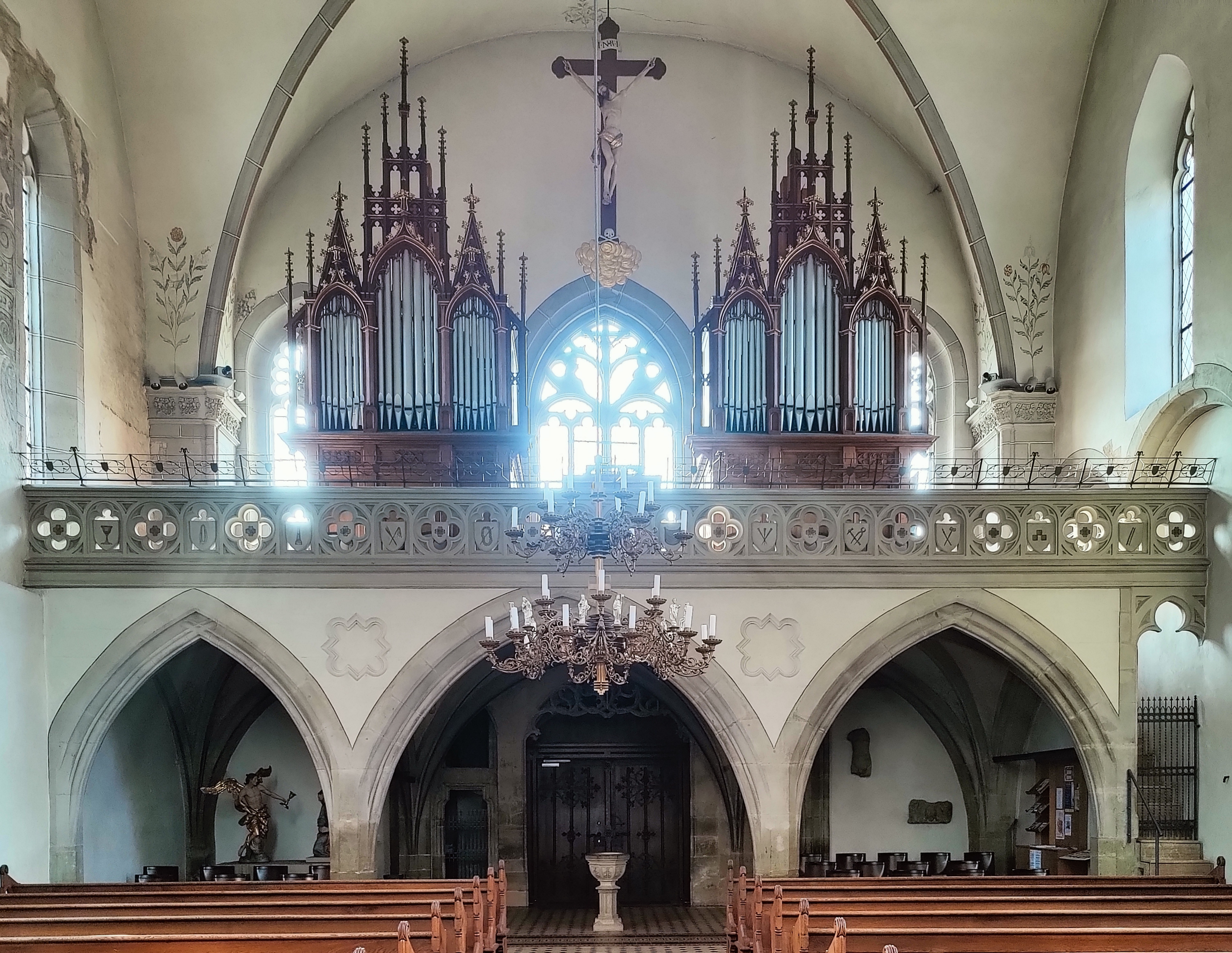
Schlimbach-Orgel

Die Kirche beherbergt eine im Jahr 1890 von Balthasar Schlimbach aus Würzburg erbaute Orgel mit folgender Disposition:
| I. Manual C–f3 |            |       |
|                | Quintatön  | 16′   |
|                | Principal  | 8′    |
|                | Gedeckt    | 8′    |
|                | Flöte      | 8′    |
|                | Gamba      | 8′    |
|                | Octave     | 4′    |
|                | Rohrflöte  | 4′    |
|                | Cornett IV | 2 ⁄3′ |
|                | Trompete   | 8'    |

| II. Manual C–f3 |             |     |
|                 | Bourdon     | 16′ |
|                 | Principal   | 8′  |
|                 | Gedeckt     | 8′  |
|                 | Salicional  | 8′  |
|                 | Harmonica   | 8′  |
|                 | Octave      | 4′  |
|                 | Flöte Dolce | 4′  |

| Pedal C–f1 |            |     |
|            | Subbaß     | 16′ |
|            | Violon     | 16′ |
|            | Violoncell | 8′  |
|            | Tuba       | 16′ |

Das Instrument besitzt eine mechanische Kegelladentraktur.